# Richard Bell
Richard Bell (Edimburgo, 1876 – Edimburgo, 1952) è stato un arabista britannico.

## Biografia
Arabista dell'Università di Edimburgo, tra il 1937 e il 1939 pubblicò una traduzione del Corano destinata a circolare nel mondo degli studiosi islamisti e, nel 1953, uscì la sua Introduction to the Qur'an (rivista nel 1960 da William Montgomery Watt).
Entrambi i lavori ebbero una marcata influenza sugli studi coranici in tutto il mondo orientalista.

## Opere
- The Qur'an. Translated, with a critical re-arrangement of the Surahs 2 voll., Edinburgh University Press, 1937-39
- The Origin of Islam in its Christian Environment, The Gunning Lectures, Edinburgh University Press, 1925
- Introduction to the Qurʾān Islamic Surveys 8. Edinburgh University Press, 1953, rivisto da W. M. Watt 1970 (nuova ediz. 1995) ISBN 978-0-7486-0597-2